# 卡爾·阿爾布雷希特一世
卡爾·阿爾布雷希特一世（Karl Albrecht I.，1719年9月22日—1793年1月25日），第二代霍恩洛厄-瓦爾登堡-希靈斯菲斯特親王，霍恩洛厄家族的成員。他是菲利普·恩斯特的兒子。自1753年開始執政。
卡爾·阿爾布雷希特一世娶羅什福爾親王卡爾·托馬斯的妹妹索菲亞·威廉明妮，有四個小孩。
- 瑪麗亞·安娜（1741—1817）
- 卡爾·阿爾布雷希特二世（1742—1796）
- 卡爾·菲利普（1743—1824）
- 法蘭茲·卡爾·約瑟夫（英语：Franz Karl Joseph Fürst von Hohenlohe-Waldenburg-Schillingsfürst）（1745—1819），奧格斯堡主教